# Olympus Szkoła Wyższa im. Romualda Kudlińskiego z siedzibą w Warszawie

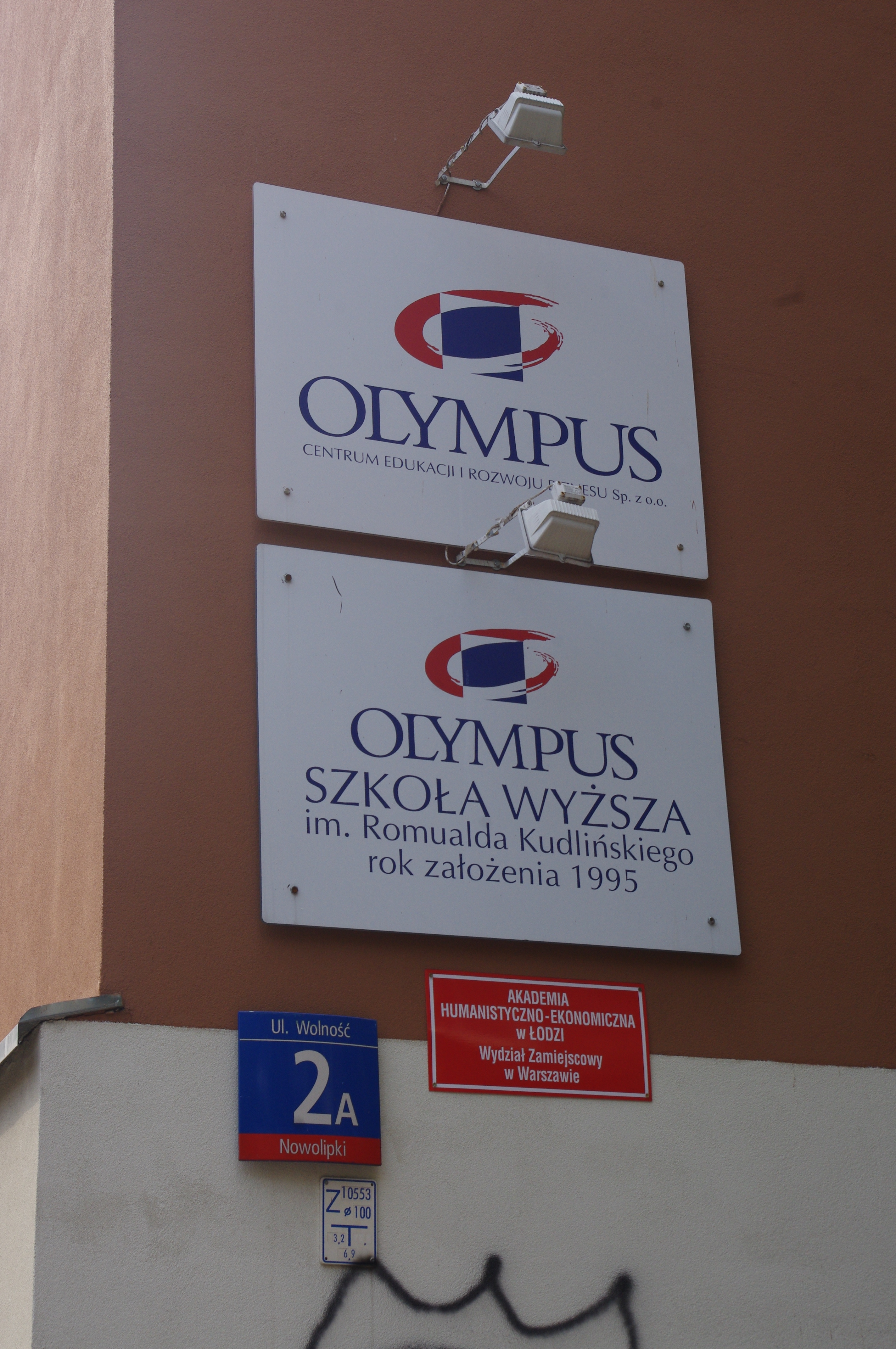
Olympus Szkoła Wyższa im. Romualda Kudlińskiego na ul. Wolność w Warszawie

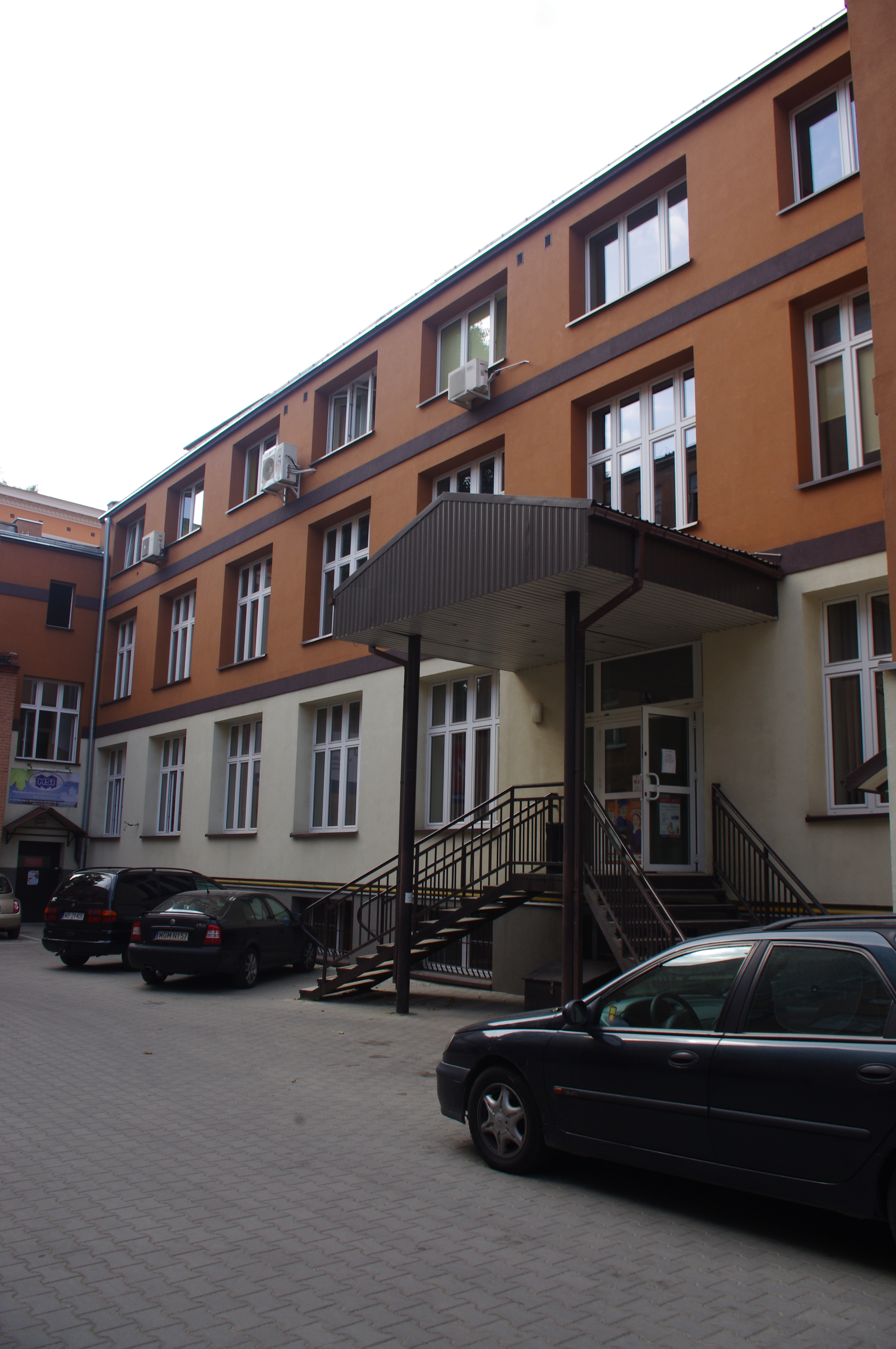
Olympus Szkoła Wyższa im. Romualda Kudlińskiego przy ul. Wolność w Warszawie

Olympus Szkoła Wyższa im. Romualda Kudlińskiego z siedzibą w Warszawie – była uczelnia niepubliczna w Warszawie z wydziałami zamiejscowymi w Łodzi i Stalowej Woli, istniejąca w latach 1995–2010.
Uczelnia powstała w 1995 r., jako Wyższa Szkoła Bankowości, Finansów i Zarządzania im. prof. Romualda Kudlińskiego. Zezwolenie na kształcenie uzyskała dnia 17 lipca 1995 r., decyzją Ministra Edukacji Narodowej (wpis do rejestru uczelni niepaństwowych pod nr 61).
Uczenia kształciła kilka tysięcy studentów rocznie na poziomie studiów licencjackich i magisterskich. Na uczelni funkcjonowały wydziały:
- Ekonomiczno-Społeczny (kierunek Finanse i Rachunkowość)
- Wydział Filologii (filologia angielska, filologia rosyjska, filologia angielsko-rosyjska oraz filologia rosyjsko-angielska)
- Wydział Zamiejscowy w Łodzi
- Wydział Zamiejscowy w Stalowej Woli

Uczelnia dawała możliwość podjęcia studiów w systemie dziennym, zaocznym oraz wieczorowym. Do oferty Olympusa należały także studia podyplomowe z licznymi specjalnościami oraz platforma e-learningowa, umożliwiająca zdobywanie wiedzy za pośrednictwem Internetu. Uczelnia posiadała nowoczesne sale komputerowe z darmowym dostępem do Internetu, bibliotekę z ponad 10 000 pozycji oraz dostępem do ponad 5000 prac studentów, sale konferencyjne oraz możliwość praktyk i stażów na terenie Polski i poza jej granicami.
Warszawska siedziba mieściła się przy ul. Wolność 2 na Woli.

## Likwidacja
Uczelnia została zlikwidowana w związku z problemami finansowymi i kadrowymi, wynikającymi z ogólnego zmniejszenia liczby studentów w kraju i zaostrzeniem konkurencji. 200 studentów uczelni zostało przeniesionych na inne uczelnie, a szkoła zlikwidowana.